# Bank für Gemeinwirtschaft
De Bank für Gemeinwirtschaft was een Duitse bank.
De bank kwam in 1958 tot stand door een fusie van zeven regionale banken die tussen 1949 en 1953 met kapitaal van de Duitse vakbeweging waren gesticht. In Nederland verwierf zij in 1963 de helft van de aandelen van de Hollandse Koopmansbank. In 2000 werd de Bank für Gemeinwirtschaft overgenomen door de Skandinaviska Enskilda Banken.